# Teuthidodrilus samae
El gusano calamar (Teuthidodrilus samae) es una especie de anélido de la clase Polychaeta y único miembro del género Teuthidodrilus. 

## Alimentación
El gusano calamar se alimenta de plancton, se investiga la posibilidad de que se alimente de otros micoorganismos abisales.

## Hábitat
Habita en las regiones abisales del mar de Celebes, entre Filipinas e Indonesia. En 2004, un grupo de investigadores dio con un animal con características muy similares en la India. Este no pudo ser capturado, por lo que su existencia en la India no ha podido ser confirmada.

## Características físicas
Tiene un aspecto inusual, su cuerpo mide alrededor de 9 cm, posee 25 pares de remos blancos a cada lado (parapodios), para poder desplazarse en el agua, y 10 apéndices a modo de tentáculos que surgen de la porción cefálica y le dan una extraña apariencia que recuerda a un calamar, de donde proviene su nombre. No se ha logrado constatar con exactitud el uso de sus tentáculos, aunque se cree que podría usar estos apéndices, que son tan largos o más que su cuerpo, para alimentarse de nieve marina. Los ejemplares jóvenes son transparentes, mientras que los adultos tienen color marrón oscuro y están recubiertos por una estructura gelatinosa.

## Descubrimiento
Fue descubierto en el año 2007 en el transcurso de investigaciones oceanográficas, recolectándose varios especímenes a profundidades comprendidas entre los 2000 y 2900 metros. Parece ser una especie común en la fosa de las Celebes. Los autores de la descripción de esta especie, no creen que el género sea monotípico.

## Reproducción
De momento no se conoce con precisión el método de reproducción del animal. Por sus características como anélido, es posible que se reproduzca tanto de forma sexuada como asexuada y con una fecundación interna o externa. Incluso existe la posibilidad de que sea hermafrodita.